# Leisure activity vehicle
Leisure activity vehicle eller blot LAV er en international betegnelse for en biltype.
Den nærmeste danske oversættelse er fritidsaktivitetskøretøj, hvilket ifølge definitionen normalt indbefatter mindre stationcar- eller hatchbackbiler med en fleksibel indretning, højtbygget karrosseri og stort bagagerum.
De første bilmodeller af denne type kom i 1960'erne og var ofte baseret på kassevogne med indrettet lastrum inklusiv bagsæde. Komforten i disse modeller var meget begrænset og de var først og fremmest beregnet til kortere køreture. I midten af 1990'erne introduceredes dog en række modeller af mere personbilsagtig karakter og siden da er denne biltype blevet endnu mere populær, da mange ser den som et alternativ til mere traditionelle familiebiler. I de senere år har mange bilmodeller af LAV-type også fået en SUV-lignende udseende, heriblandt med firehjulstræk. Disse modeller kaldes også CUV'er.

## Eksempel på modeller
- Chery Karry 3
- Citroën Berlingo
- Fiat Doblò
- Matra Rancho
- Mercedes-Benz Vaneo
- Opel Combo
- Peugeot Partner
- Renault Kangoo
- Škoda Roomster
- Volkswagen Caddy
- Volvo Duett